# Madau (Gemarkung)
Koordinaten: 47° 51′ 38,6″ N, 11° 56′ 20,2″ O
Madau ist eine Gemarkung im Landkreis Rosenheim in Bayern.
Die Gemarkung Madau hat eine Fläche von 27,18 Hektar und liegt vollständig auf dem Gebiet der Gemeinde Bruckmühl. Der Flächenzuschnitt ist im Wesentlichen ein etwa viereinhalb Kilometer langer, gewundener Streifen entlang der Mangfall mit einer Breite von etwa 35 Metern, beginnend rund 58 Meter unterhalb der Brücke der Bahnhofsstraße in Bruckmühl und bis zum Klärwerk reichend. In der Nähe des Klärwerks kommt noch eine Waldfläche mit etwa 10 ha hinzu. Die benachbarten Gemarkungen sind Bruckmühl im Norden, Götting im Süden und Willing in der Nachbargemeinde Bad Aibling im Südosten.

## Geschichte
Die Bezeichnung geht zurück auf die königliche Waldung Madau, oder Mad-Au, die zwischen der Mangfall im Süden und dem Triftbach im Norden lag.
Die Madau war ein gemeindefreier Forstbezirk, bis 30. September 1900 im Bezirksamt Rosenheim, dann im Landkreis Bad Aibling (1956) und später (1973) wieder im Landkreis Rosenheim. Am 1. Januar 1977 wurde das gemeindefreie Gebiet aufgelöst und in den Markt Bruckmühl eingegliedert.